# 東京学芸大学附属小金井中学校
東京学芸大学附属小金井中学校（とうきょうがくげいだいがくふぞくこがねいちゅうがっこう）は、東京都小金井市に所在する国立中学校。設置者は国立大学法人東京学芸大学。
東京学芸大学の附属中学校としては唯一、大学のキャンパス内にある。

## 概要
東京学芸大学の附属研究機関であるため教育実習が多く、毎年研究大会が開かれており、実験的な授業が行われることも少なくない。同校教諭は「大学職員」という位置付けなので「教官」と呼称されていたが、現在は他の公立学校と同様に教員と呼ばれている。校内の一部掲示に体育科教官室（体育科教員の部屋、体育準備室などに当たる）が残っている。学校長は東京学芸大学の担当教授が任ぜられるが、実務は副校長が担っている。
通学指定区域はなく、通学時間が1時間程度を目安とされているが、1時間を越えて通学している生徒も在校している。附属小金井小学校から内部進学した生徒と外部から中学受験をして入学した生徒で構成される。東京学芸大学には附属高校もあるが、中高一貫教育制度ではないため高校受験は全生徒が必ず行うこととなる（詳細は後述）。
前後期制のため定期考査は1学期2回、すなわち年4回である。ただし3年次には校内テストと称したテストが2回行われる。
教科書中心の授業はあまりなく、個性的な授業が多い。

## 行事
- 修学旅行 - 1年間に1度、中学生活全体で3回ある。1年次は北総・常南（千葉・茨城）、2年次は秩父・長瀞、3年次は飛鳥・奈良となっている。単なる思い出作りや観光旅行ではなく、その都度本格的な事前学習・事後レポートが課される、野外実習という性格をもつ。
- スポーツフェスティバル - 10月に、運動会の代わりに行われる球技大会。生徒は、アルティメット・ソフトバレーボールの2種から好きな種目を選択して参加する。保護者も参観可。
- 学芸発表会 - 文化部の発表の場で、あくまで授業の一環として行われる。
- 合唱祭 - 3月初旬に行われる。同時に3年生の歓送会も行われ、保護者も参観できる。

## 部活動
季節によって、部活動の時間が変わる。下校時間が早いこと、高校入試を常に意識しなければならない状況などのため、必ずしも部活動は活発とは言いがたい。
運動部
- 卓球部
- 男女サッカー部
- 男女バスケ部
- 男女ソフトテニス部
- 男女バスケットボール部
- 陸上競技部
- ハンドボール部
- 水泳部

文化部
- 創作部
- 演劇部
- アート部
- 技術・家庭科部
- 軽音楽部
- 音楽部
- 天文科学部

## 委員会
- 生徒会執行部
- 監査委員会
- 学級委員会
- 学年委員会
- 学芸委員会
- 体育委員会
- 美化委員会
- 保健委員会
- 広報委員会
- 図書委員会
- 放送委員会
- ボランティア推進委員会
- 選挙管理委員会

## 主な施設
- 各教科準備室
- 理科教室
- 社会科教室
- 音楽教室
- 美術教室
- 技術家庭科教室
- 教官室
- 教育工学室
- 武道場
- 図書館
- 校庭（人工芝・専用アップシューズが必要・FC東京と共用で、土日はFC東京が使用）

## 服装・校章
校章は、前身の豊島師範附属の校章であったナデシコの花である。ナデシコは、姿が清楚可憐で、その強靭な生命力のため厳しい気候や荒れた土地にも耐えて花を開くことにあやかったとされる。下に述べる通学服の襟には全員この校章をあしらった持ち上がり学年色のバッジ（赤、緑、青）を装着する。男子と女子でバッジの形が異なり、女子の方が大きい。男子が学帽着用を希望する場合にはこの校章が帽章としても用意されている。学生服着用の場合、サクラの花に「中」の文字が刻まれた公立中学校の標準ボタンでもよいが、ナデシコの校章ボタンがついた学生服が指定店で販売されている。
通学服は、定められた制服はないが、私服校というわけではない。中学生らしい品位ある服装をするという規定に基づき、保護者と生徒が他の公立中などで制服として着用されている型を自主的に選んで着用し通学することが義務付けられている。Tシャツやジーンズのような純粋の私服はこの範疇から外れるので、通学服として認められていない。中学生としての品位から外れた型の服装や着崩しについては、生活指導が加えられる。この規定に基づき、かつては大半の男子が詰襟学生服を着用したが、多くの公立中で制服がブレザーにモデルチェンジされる流れに影響されブレザー着用者が増加している。

## 沿革
- 1947年（昭和22年）4月1日 - 学制改革に伴い、「東京第二師範学校男子部附属中学校」（新制中学校）として開校。
  - 校舎は東京第二師範学校（東京都北多摩郡小金井町貫井780番地）を使用。3学級のうち1学級を池袋の附属小学校内（以下、池袋校舎）に開設。
- 1949年（昭和24年）5月31日 - 新制大学東京学芸大学の発足により、「東京学芸大学東京第二師範学校小金井附属中学校」と改称。
- 1951年（昭和26年）4月1日 - 東京第二師範学校の廃止に伴い、「東京学芸大学附属小金井中学校」と改称。
- 1955年（昭和30年）9月9日 - 校旗を制定。
- 1957年（昭和32年）4月1日 - 池袋校舎を小金井校舎に統合（1学年3学級）。
- 1966年（昭和41年）4月1日 - 1学年4学級となる。
- 1972年（昭和47年）4月1日 - 「東京学芸大学教育学部附属小金井中学校」と改称。
- 1984年（昭和59年）
  - 3月6日 - 第1期校舎改修。
  - 9月20日 - 第2期校舎改修。
- 2004年（平成16年）4月1日 - 国立大学法人東京学芸大学附属小金井中学校となる。

## 進路
附属小金井中学校から東京学芸大学附属高等学校へ内部進学する生徒は全体の1/3程度（20年度66名、21年度60名）。内部進学の合格率は9割程度。
東京学芸大学附属竹早中学校と東京学芸大学附属世田谷中学校とを合わせた3校の生徒が、外部受験生と別枠で競争試験を受け、内部進学者が決定される。内部進学者は外部受験とは違う日（例年1月初旬）に試験が行われる。
附属高校以外では、私立高、都立西高校（平成26年度2名）などの公立校（都立へは男女合計16名）に進んでいる。

## 著名な卒業生
- 加藤勝信（大蔵官僚、農林水産大臣秘書官、内閣府大臣政務官（経済財政政策、地方再生担当 ほか）、官房副長官、一億総活躍担当大臣、厚生労働大臣、内閣官房長官兼拉致問題担当大臣、財務大臣、都立大泉高校へ進学）
- 田中一穂（日本政策金融公庫総裁、財務事務次官、主計局長、主税局長、内閣総理大臣事務担当秘書官、附属高校へ進学）
- 太田道彦（丸紅副会長、日本カザフスタン経済委員会会長、附属高校へ進学）
- 松野信夫（政治家、弁護士、都立西高校へ進学）
- 渡辺浩一郎（政治家、建築家、附属高校へ進学）
- 池田健（医学者、精神科医・心療内科医、附属高校へ進学）
- 衞藤隆（医学者、小児科医、附属高校へ進学）
- 藤原正彦（数学者、都立西高校へ進学）
- 久保陽一（哲学者、東京教育大附属駒場高校へ進学）
- 長谷川眞理子（人類学者、附属高校へ進学）
- 進藤奈邦子（医師、附属高校へ進学）
- 辻野晃一郎（技術者、実業家、附属高校へ進学）
- 水原央（劇作家・演出家、附属高校へ進学）
- 山川義介（シリアルアントレプレナー、ALBERT創業者・元会長、インタースコープ創業者・元社長、私立城北高校へ進学）
- 石川厚志（写真家・詩人・臨床心理士、都立千歳高校へ進学）
- 橋本侑樹（政治家、アイドルグループ・アリス十番元メンバーの桜雪、附属高校へ進学）
- 中田敦彦（お笑いコンビ・オリエンタルラジオメンバー、音楽グループ・RADIO FISHメンバー、附属高校へ進学）
- 村上由利子（NHKアナウンサー、附属高校へ進学）
- 三澤澄也（九州朝日放送アナウンサー、立教新座高校へ進学）
- 小林りん（社会起業家、附属高校へ進学するも中退）
- 朝比奈あすか（作家）
- 松城ゆきの（歌手・女優）